# Bajanchongor-Aimag

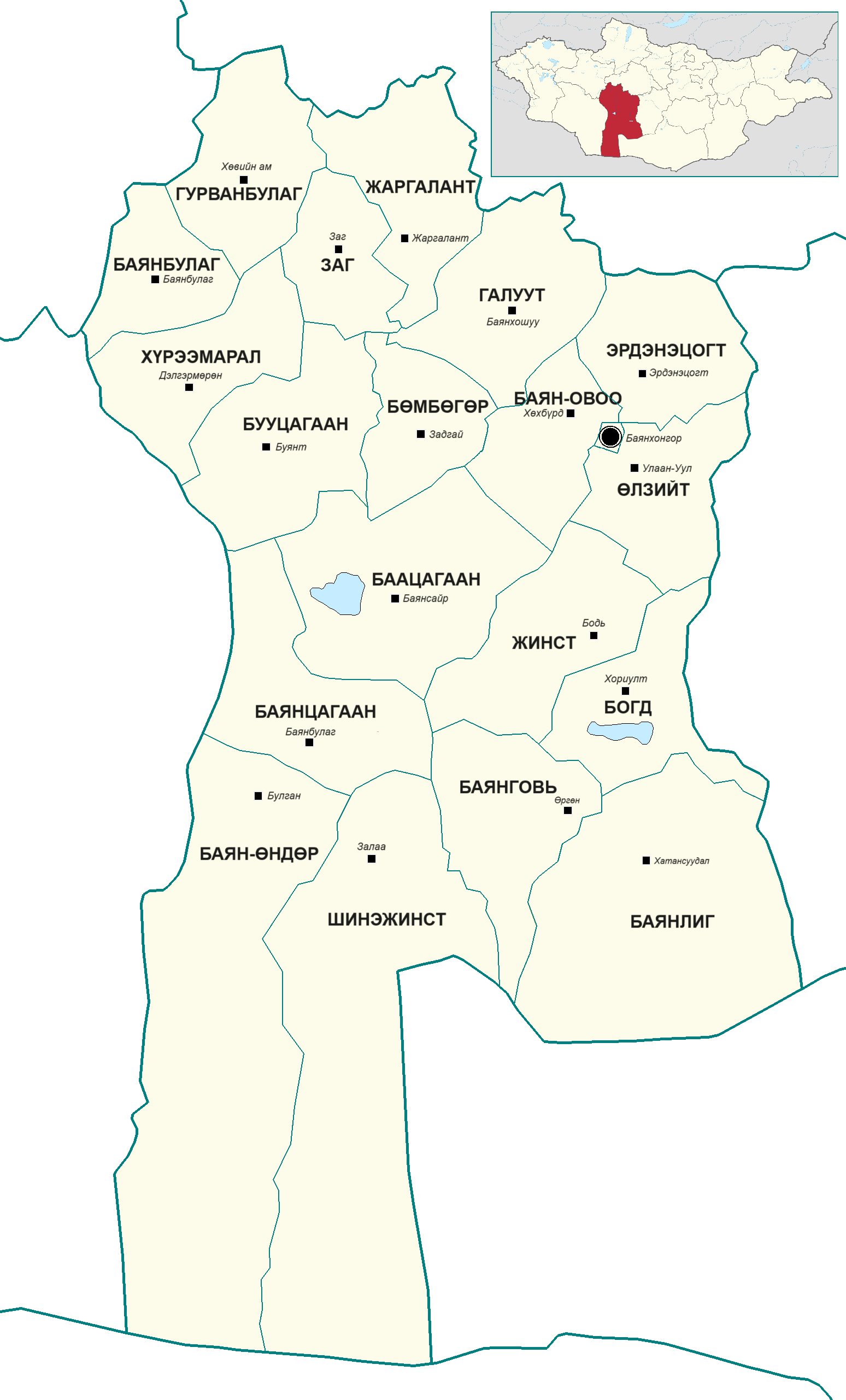
Sum-urile provinciei

Bajanchongor-Aimag este un aimag, (provincie) în Mongolia